# Listă de filme de comedie din anii 1960
Aceasta este o listă de filme de comedie din anii 1960.
| 1960 |
| '    |
| 1961 |
| '    |
| 1962 |
| '    |
| 1963 |
| '    |
| 1964 |
| '    |
| 1965 |
| '    |
| 1966 |
| '    |
| 1967 |
| '    |
| 1968 |
| '    |
| 1969 |
| '    |

## Filme americane
1960
- The Apartment
- The Bellboy
- Cinderfella
- The Facts of Life
- It Started in Naples
- The Little Shop of Horrors
- North to Alaska
- Ocean's Eleven
- Where the Boys Are

1961
- The Absent-Minded Professor
- Blue Hawaii
- Breakfast at Tiffany's
- Gidget Goes Hawaiian
- One Hundred and One Dalmatians
- One, Two, Three
- The Parent Trap
- Pocketful of Miracles
- Snow White and the Three Stooges
- The Errand Boy
- The Ladies Man

1962
- Boy's Night Out
- Girls! Girls! Girls!
- Hatari!
- Mr. Hobbs Takes a Vacation
- The Road to Hong Kong
- The Three Stooges Meet Hercules
- The Three Stooges in Orbit

1963
- The Courtship of Eddie's Father
- Donovan's Reef
- Fun in Acapulco
- It's a Mad, Mad, Mad, Mad World
- McLintock!
- The Nutty Professor
- The Pink Panther
- Son of Flubber
- Spencer's Mountain
- The Three Stooges Go Around the World in a Daze

1964
- The Americanization of Emily
- Dr. Strangelove or: How I Learned to Stop Worrying and Love the Bomb
- Ensign Pulver
- My Fair Lady
- Good Neighbor Sam
- Kiss Me, Stupid
- A Shot in the Dark
- The Misadventures of Merlin Jones
- The Patsy
- The Disorderly Orderly

1965
- Boeing Boeing
- Cat Ballou
- Dear Brigitte
- The Family Jewels
- The Great Race
- The Hallelujah Trail
- Harum Scarum
- How to Murder Your Wife
- Love and Kisses
- That Darn Cat!
- The Outlaws IS Coming
- The Monkey's Uncle
- Tickle Me
- What's New, Pussycat?
- Zebra in the Kitchen

1966
- Boy, Did I Get a Wrong Number!
- Follow Me, Boys!
- The Fortune Cookie
- Frankie and Johnny
- Murderers' Row
- Our Man Flint
- Paradise, Hawaiian Style
- The Russians Are Coming, the Russians Are Coming
- The Silencers
- Spinout
- The Trouble with Angels
- Walk Don't Run
- Way Way Out
- What's Up, Tiger Lily?

1967
- The Ambushers
- Barefoot in the Park
- Casino Royale
- David Holzman's Diary
- Don't Make Waves
- Good Times
- The Graduate
- Guess Who's Coming to Dinner
- The Happening
- Luv
- Mars Needs Women
- The President's Analyst
- The Big Mouth

1968
- Blackbeard's Ghost
- Don't Raise the Bridge, Lower the River
- Funny Girl
- Greetings
- I Love You, Alice B. Toklas
- Inspector Clouseau
- Live a Little, Love a Little
- The Odd Couple
- The Party
- The Producers
- The Secret War of Harry Frigg
- Skidoo
- Stay Away, Joe
- Where Angels Go, Trouble Follows

1969
- Angel in My Pocket
- The April Fools
- Bob & Carol & Ted & Alice
- Cactus Flower
- Change of Habit
- Don't Drink the Water
- Hello, Dolly!
- The Love Bug
- Putney Swope
- The Reivers
- Support Your Local Sheriff!
- Take the Money and Run
- The Trouble with Girls
- The Wrecking Crew

## Filme britanice
- Alfie (1966)
- The Assassination Bureau (1969)
- Battle of the Sexes (1960)
- Bedazzled (1967)
- The Best House in London (1969)
- The Big Job (1965)
- Billy Liar (1963)
- Carry On Cleo (1965)
- Carry On Up the Khyber (1968)
- Casino Royale (1967)
- Crooks in Cloisters (1963)
- Dentist in the Chair (1960)
- Dentist on the Job (1961)
- The Dock Brief (1962)
- Doctor in Clover (1966)
- Doctor in Love (1960)
- Dr. Strangelove (1964)
- Don't Panic, Chaps! (1960)
- The Grass Is Greener (1960)
- The Great St. Trinian's Train Robbery (1966)
- A Hard Day's Night (1964)
- Help! (1965)
- Hot Enough for June (1963)
- In the Doghouse (1962)
- Invasion Quartet (1961)
- The Italian Job (1969)
- Ladies Who Do (1961)
- Light up the Sky (1960)
- The Magic Christian (1969)
- Make Mine Mink (1960)
- The Millionairess (1960)
- Morgan! (1966)
- Mouse on the Moon (1963)
- Nearly a Nasty Accident (1961)
- Nothing But the Best (1964)
- Nurse on Wheels (1963)
- Only Two Can Play (1962)
- Otley (1969)
- A Pair of Briefs (1961)
- The Plank (1967)
- The Punch and Judy Man (1962)
- The Pure Hell of St Trinian's (1960)
- The Rebel (1961)
- The Sandwich Man (1966)
- School for Scoundrels (1960)
- The Spy with a Cold Nose (1966)
- Those Magnificent Men in Their Flying Machines (1965)
- Twice Round the Daffodils (1962)
- Two-Way Stretch (1960)
- Very Important Person (1961)
- Watch Your Stern (1960)
- What a Carve Up! (1961)
- What a Whopper! (1961)
- The Wrong Arm of the Law (1962)
- The Wrong Box (1966)
- You Must Be Joking! (1965)

## Comedie-horror
1962
- Tales of Terror

1963
- The Raven

1965
- Dr. Terror's House of Horrors

1967
- The Fearless Vampire Killers
- The Gruesome Twosome

## Comedie dramă
- A Woman Is a Woman (1961)
- It's a Mad, Mad, Mad, Mad World (1963)
- Bob & Carol & Ted & Alice (1969)
- The Italian Job (1969)

## Parodii
- The Ambushers (1967)
- Casino Royale (1967)
- Our Man Flint (1966)